# South Eleuthera
South Eleuthera è un distretto delle Bahamas con 4.722 abitanti al censimento 2010. 
È situato nella parte meridionale dell'isola di Eleuthera.